# Kystredningstjenesten

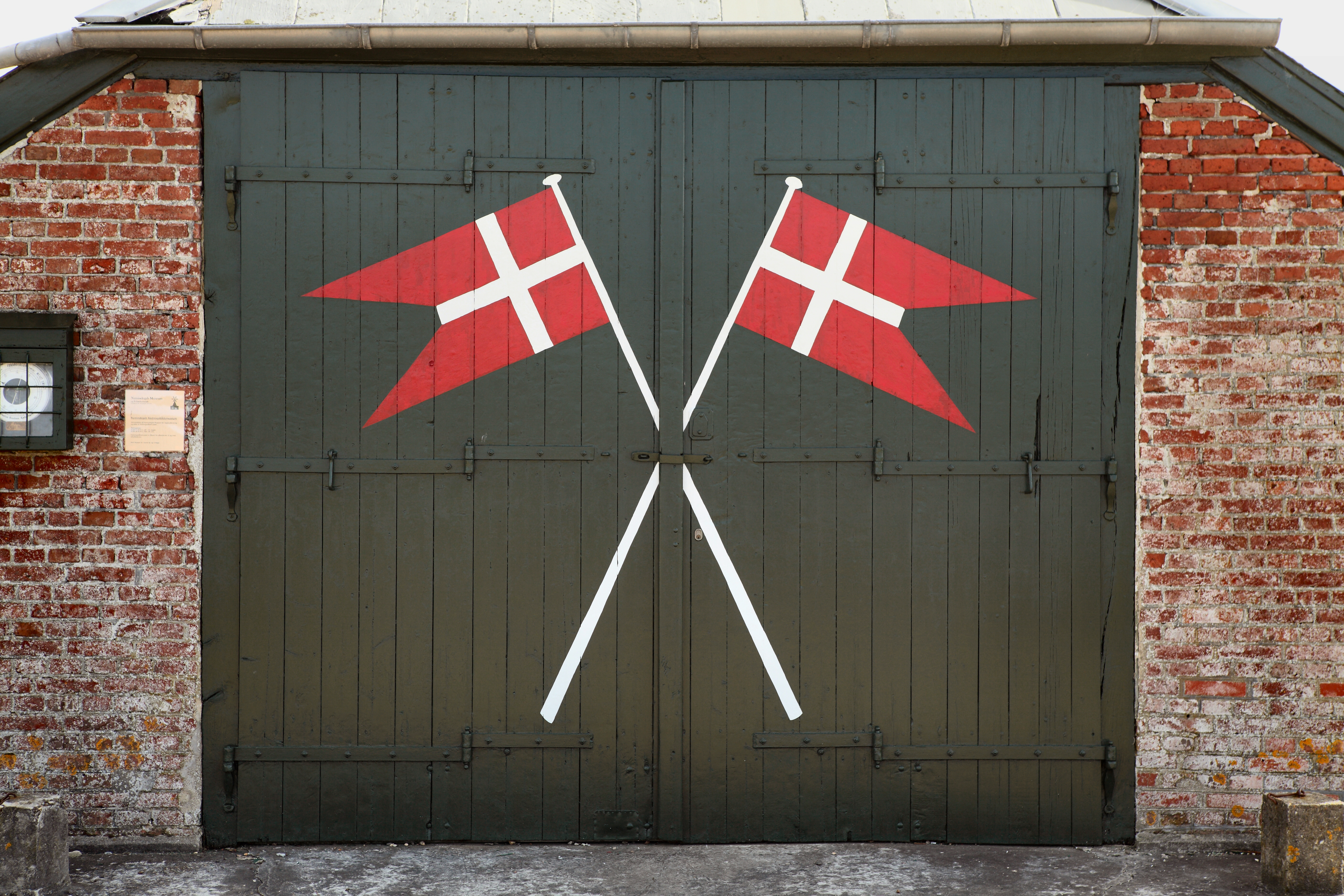
Emblem för den danska statliga sjöräddningstjänsten på porten på den nedlagda Nymindegab Redningsstation

Kystredningstjenesten är en dansk statlig sjöräddningstjänst under Søværnets 3. Eskadre, som har sin bas på Flådestation Frederikshavn i Frederikshavn. Kystredningstjenesten leds av Marinestaben i Århus, där också landets sjö- och flygräddningscentral, JRCC Danmark, finns.

## Historik
Den danska statliga sjöräddningsorganisationen inrättades 1852 som Det Nørrejydske Redningsvæsen och Det Bornholmske Redningsvæsen, på initiativ av framför allt Christopher Berent Claudi, med verksamhet i två enheter, dels längs Nordsjökusten i Jylland och dels på Bornholm. De låg först under Indenrigsministeriet och från 1896 under Landbrugsministeriet. År 1996 flyttades de till  Marineministeriet. År 1926 slogs enheterna samman till den centrala organisationen Redningsvæsenet med placering i Köpenhamn, från 1950 sorterat under Forsvarsministeriet. 
År 1973 bildades Farvandsvæsenet av flera myndigheter. Redningstjenstenen ingick som en del, nu omdöpt till Kysteredningstjenesten. I samband med detta skedde en större förändring med en nedskärning av antalet räddningsstationer till 26 och färre anställda på nya och snabbare räddningsfarkoster. Modernisering avstannade dock under ett antal år på 1980-talet efter förlisningen av RF2 utanför Hirtshals i december 1981.
Farvandsvæsenet upplöstes 2012, varvid sjöräddningen övergick till Søværnets 1. Eskadre. År 2019 flyttades Kystredningstjenesten över till den nyinrättade 3. Eskadre.

## Sjöräddningsstationer
Kystredningstjenesten har 21 räddningsstationer med omkring 200 sjöräddare, varav ungefär hälften heltidsanställda och hälften deltidsanställda.
| Station                       | Hav                 | Område              | Grundad | Räddningsfartyg MRB = Motorredningsbåd FRB = Fast Rescue Boat LRB = Lettere redningsbåd RHIB = Rigid Hull Inflatable Boat | Bild |
| ----------------------------- | ------------------- | ------------------- | ------- | --- | ---- |
| Agger Redningsstation         | Nordsjön            | Nordjylland         | 1851    | RHIB-740 |      |
| Anholt Redningsstation        | Kattegatt           | Anholt              | 1879    | FRB 07 RHIB-480 |      |
| Christiansø                   | Östersjön           | nordöst om Bornholm | 1922    | RHIB-850 |      |
| Esbjerg Redningsstation       | Nordsjön            | Sydjylland          | 1907    | MRB Niels Iversen FRB 18                                                                                                  |      |
| Gedser Redningsstation        | Östersjön           | Falster             | 1925    | MRB L.W. Dam FRB 09 RHIB-480                                                                                              |      |
| Grenå                         | Kattegatt           | Mittjylland         | 1899    | MRB Anna E. Rørbye från 1989                                                                                              |      |
| Hanstholm Redningsstation     | Nordsjön/Skagerrak  | Nordjylland         | 1851    | MRB C.B.Claudi från 1979 LRB 22 RHIB-480                                                                                  |      |
| Hirtshals Redningsstation     | Skagerrak           | Nordjylland         | 1890    | MRB Margrethe Gaardboe från 1989                                                                                          |      |
| Hvide Sande Redningsstation   | Nordsjön            | Sydjylland          | 1933    | MRB Emilie Robin från 1989 FRB 15 från 2014                                                                               |      |
| Klintholm Redningsstation     | Östersjön           | Møn                 | 1911    | FRB 20 København Terränggående pickup                                                                                     |      |
| Nexø Redningsstation          | Östersjön           | Bornholm            | 1964    | MRB Leopold Rosenfeldt, 23 meter lång, från 1989 FRB 17                                                                   |      |
| Nørre Vorupør Redningsstation | Nordsjön            | Nordjylland         | 1851    | MRB-31 RHIB-740 |      |
| Rømø Redningsstation          | Nordsjön            | Sydjylland          | 1965    | FRB 12 RHIB-480 |      |
| Rønne Redningsstation         | Östersjön           | Bornholm            | 1852    | MRB Mads Jakobsen från 2001 FRB 19                                                                                        |      |
| Redningsstation Skagen        | Skagerrak/Kattegatt | Nordjylland         | 1869    | MRB 37 Lars Kruse, 16 meter, från 2000 FRB 08                                                                             |      |
| Sæby Redningsstation          | Kattegatt           | Nordjylland         | 1911    | FRB 11 |      |
| Sønderho Redningsstation      | Nordsjön            | Fanø, Sydjylland    | 1887    | FRB 06 Rescuerunner |      |
| Redningsstation Thorsminde    | Nordsjön            | Västjylland         | 1852    | LRB 21 RHIB-740 |      |
| Thorup Strand Redningsstation | Skagerrak           | Nordjylland         | 1857    | LRB 20 |      |
| Thyborøn Redningsstation      | Nordsjön            | Västjylland         | 1851    | MRB Martha Lerche FRB 16                                                                                                  |      |
| Østerby Redningsstation       | Kattegatt           | Læsø                | 1871    | MRB Morten Stage LRB 19 RHIB-480                                                                                          |      |

## Sjöräddningsfarkoster
Fram till 1914 användes roddbåtar, i första hand med tio roddare, som räddningsbåtar. Dessa var osänkbara och självlänsande. De fraktades från räddningsstationerna på hästdragna vagnar. Motorbåtar togs i bruk 1914 i Skagen, 1916 på Klitmøller Redningsstation och 1920 på Nørre Vorupør Redningsstation. År 1965 introducerades med MRB 34 på Hvide Sande Redningsstation och MRB 35 i Thyborøn ny typ av räddningsfartyg, som var självrätande. 
Som typer av farkoster används numera:
- 10 motorredningsbåder (MRB), 16-23 meter långa täckta sjöräddningsfartyg: fyra 16,73 meters Mathis MRB, fyra 23,30 meters Kategatbåder och två 20 meters Nordsøbåder, alla försedda med två motorer
- 4 lette redningsbåder (LRB) av Canada-typ, 9-10 meter långa öppna sjöräddningsbåtar, försedda med två motorer på tillsammans på 630 hk och vattenjetdrift, med en hastighet på upp till 35 knop och möjliga att sjösättas från stranden.[2]
- 13 Fast Rescue Boats (FRB), 10,7 meter långa snabbgående öppna sjöräddningsbåtar i aluminium av typ Alusafe 1070 från Marine Partner i Ålesund i Norge
- 7 ribbåtar (RHIB), 7,5–8,5 meter långa